# Parasyte 2
Parasyte 2 ist ein japanischer Film des Regisseurs Takashi Yamazaki aus dem Jahr 2015, basierend auf den gleichnamigen Manga von Hitoshi Iwaaki. Der Film kam am 25. April 2015 in die japanischen Kinos. Der Film ist die Fortsetzung von Parasyte.

## Inhalt
Die Polizei setzt den Serienmörder Uragami ein, um Parasiten unter den Menschen zu identifizieren. Er kann Shinichi Izumi jedoch nicht richtig identifizieren. Ein paar Monate nach den Ereignissen des vorherigen Films spürt Shinichi mit Hilfe von Migi, dem Parasiten, der seine rechte Hand infiziert, weiterhin die Parasiten auf, die die Menschenwelt für Nahrung terrorisieren. Er erfährt, dass er von Shiro Kuramori verfolgt wird, einem Reporter, der vom Parasiten Ryoko Tamiya angeheuert wurde. Shiro entdeckt die Wahrheit über Migi und plant, Shinichi zu entlarven. Shinichi sagt Shiro, dass Tamiya ein Parasit ist und fordert ihn auf, sich zu seiner eigenen Sicherheit nicht mehr einzumischen. Tamiya hat inzwischen ihren menschlichen Sohn zur Welt gebracht und lernt langsam, wie man Mutter wird.
Trotz Shinichis Warnung fährt Kuramori fort, sein Gespräch mit Bürgermeister Takeshi Hirokawa aufzuzeichnen, der heimlich eine Organisation leitet, die aus Parasiten besteht. Hirokawa befiehlt den Parasiten, Kuramori zu töten, aber es gelingt ihnen nur, seine Tochter zu töten. Kuramori schwört Rache, entführt Tamiyas Sohn und ruft sie in einen Park, damit sie sehen kann, wie er das Baby tötet. Trotz der Versuche von Tamiya und Shinichi, ihn vom Gegenteil zu überzeugen, führt Kuramori seinen Plan fast durch, was zu seinem Tod durch Tamiyas Hände führt. Als sich Tamiya dann Shinichi nähert, erschießt die Polizei sie tödlich. Anstatt sich zu verteidigen, beschützt Tamiya ihr Kind und erklärt Shinichi, dass sie jetzt weiß, was es heißt, ein Mensch zu sein. Sie übergibt ihren Sohn Shinichi, bevor sie stirbt.
Zur gleichen Zeit evakuiert ein Geheimdienstteam das Rathaus, nachdem sie Hirokawas wahre Ansichten entdeckt haben. Das Geheimdienst ist in der Lage, fast alle Parasiten sowie Hirokawa zu töten, der sich als Mensch herausstellt. Der verbleibende Parasit Goto erweist sich als zu mächtig für das Team. Er massakriert das Team und beginnt mit der Verfolgung von Shinichi. In einem Wald in die Enge getrieben, opfert sich Migi, um Shinichi die Flucht zu ermöglichen. Shinichi trauert um Migi und wird von seiner Freundin Satomi Murano getröstet. Am nächsten Morgen entdeckt Shinichi, dass ein Teil von Migi immer noch in seiner rechten Hand ist. Er lockt Goto zu einer Entsorgungsanlage und kann ihn tödlich verletzen. Shinichi zögert zunächst ihn zu töten und entscheidet schließlich, dass er seine Lieben beschützen möchte und erledigt Goto. Zu Hause erzählt Migi Shinichi, dass er in Winterschlaf gehen wird.
Ein paar Jahre später besuchen Shinichi und Satomi den jetzt kleinen Sohn von Tamiya, der Taiki Tamiya heißt. Danach erscheint Uragami und entführt Satomi. Er bringt sie auf ein Dach. Er sagt, dass Menschen die wahren Monster sind und fragt nach Shinichis Meinung, da er sich sicher ist, dass Shinichi ein Parasit ist. Mit Satomis Ermutigung widersetzt sich Shinichi jedoch Uragamis Meinung und rettet Satomi erfolgreich mit Hilfe von Migi, der für einen Moment aus seinem Ruhezustand erwacht war. Schließlich kann Shinichi Satomi retten.

## Produktion und Veröffentlichung
Regie führte Takashi Yamazaki und die Drehbücher schrieben Ryota Kosawa und Takashi Yamazaki. Die Musik komponierte Naoki Satō und für die Kameraführung war Shoichi Ato verantwortlich. Für den Schnitt verantwortlich war Junnosuke Hogaki.
Der Film kam am 25. April 2015 in die japanischen Kinos. Am 28. April 2017 erschien der Film in einer ungekürzten Fassung mit der Altersfreigabe ab 16 Jahren in Deutschland.

## Synchronisation
| Figur            | Schauspieler (Original) | Deutscher Synchronsprecher |
| ---------------- | ----------------------- | -------------------------- |
| Shin'ichi Izumi  | Shouta Sometani         | Sebastian Kluckert         |
| Migi             | Sadao Abe               | Felix Spieß                |
| Satomi Murano    | Ai Hashimoto            | Lina Rabea Mohr            |
| Goto             | Tadanobu Asano          | Matthias Deutelmoser       |
| Ryōko Tamiya     | Eri Fukatsu             | Nadine Zaddam              |
| Detective Hirama | Jun Kunimura            | Hans Hohlbein              |

## Rezeption
Edmund Lee von South China Morning Post gab dem Film 2,5 von 5 Sternen. Elizabeth Kerr von The Hollywood Reporter beschrieb ihn als „ein Paradebeispiel für Filmemacher und Verleiher, die hoffen, einen weiteren Kassenschlager aus ihrem Ausgangsmaterial herauszupressen, nach dem nicht immer verlangt wird“. James Marsh von Twitch Film war der Meinung, dass „[die] Sci-Fi-, Horror- und Abenteuerelemente der Geschichte hier alle an den Rand gedrängt werden und das Ergebnis eine ziemlich enttäuschende Erfahrung ist“.